# Киршау
Киршау (нем. Kirschau; в.-луж. Korzym) — бывшая община в немецкой федеральной земле Саксония, в 8 км к югу от Баутцена. С 1 января 2011 года является составной частью города Ширгисвальде-Киршау.
Подчиняется административному округу Дрезден и входит в состав района Баутцен. Население составляет 2397 человека (на 31 декабря 2010 года). Занимает площадь 6,52 км².
Община подразделялась на 4 сельских округа.